# جورج روز (مصور)
جورج روز (بالإنجليزية: George Rose)‏ هو مصور أمريكي، ولد في 23 ديسمبر 1952.

## وصلات خارجية
- الموقع الرسمي